# Lacconectus similis
Lacconectus similis är en skalbaggsart som beskrevs av Michel Brancucci 1986. Lacconectus similis ingår i släktet Lacconectus och familjen dykare. Inga underarter finns listade i Catalogue of Life.